# Emplocia
Emplocia là một chi bướm đêm thuộc họ Geometridae.